# ليخ كاتشينسكي
ليخ كاتشينسكي (بالبولندية: Lech Kaczyński) (18 يونيو 1949 - 10 أبريل 2010)، رئيس بولندا. تولى منصب عمدة العاصمة وارسو في الفترة من 2002 إلى 22 ديسمبر 2005 وذلك قبل توليه منصب الرئاسة. وهو أخ توأم لياروسلاف كاتشينسكي رئيس الوزراء السابق.
في يوم 10 أبريل 2010 توفي في روسيا إثر تحطم طائرته بالقرب من مطار مدينة سمولينسك أوبلاست.

## نبذة
- درس القانون والإدارة في جامعة وارسو.
- حظي مع شقيقه التوأم ياروسلاف بشيء من الشهرة وهما بسن الثامنة حين مثلا في فيلم «ولدان سرقا القمر». وفي سبعينيات القرن العشرين انضم مع شقيقه في الحركة المناهضة للنظام الاشتراكي، وقد اعتقل بموجب قانون الطوارئ في مطلع الثمانينيات بسبب نشاطه السياسي. وقد أصبح مستشارًا للجنة الإضراب في أحواض بناء السفن في مدينة جدانسك البولندية خلال الأعمال الاحتجاجية التي قادتها نقابة التضامن المعارضة عام 1980.
- كان هو وشقيقة من أبرز مؤيدي مؤسس نقابة التضامن ليخ فاوينسا في أول انتخابات حرة شهدتها بولندا عام 1990، ولكنهما وجدا نفسيهما خارج الحلبة السياسية في بداية تسعينيات القرن العشرين بعد الخلاف الذي نشب مع ليخ فاوينسا الذي أصبح رئيسا للبلاد.
- بعام 2001 أسس مع مع شقيقه التوأم ياروسلاف حزب العدالة والقانون الذي يعتمد على قيم الكنيسة الكاثوليكية.
- بعام 2005 انتخب رئيسًا لبولندا ممثلا عن حزب العدالة والقانون، وقال في حملته الانتخابية حين ترشحه للرئاسة إن بولندا بحاجة إلى الانتقال من مرحلة «الجمهورية الثالثة» كما كانت تسمى إلى «الجمهورية الرابعة» القائمة على القوة والعدل الاجتماعي.

## وصلات خارجية
- (بالبولندية)/(بالإنجليزية) official website of the President of the Republic of Poland نسخة محفوظة 17 يوليو 2018 على موقع واي باك مشين.
- Full text of the speech that President Lech Kaczyński would have delivered at Katyn
- "The Death of a President: Countdown To the Crash of Flight PLF 101" by Leszek Misiak, Grzegorz Wierzchołowski
- ليخ كاتشينسكي على موقع IMDb (الإنجليزية)
- ليخ كاتشينسكي على موقع الموسوعة البريطانية (الإنجليزية)
- ليخ كاتشينسكي على موقع مونزينجر (الألمانية)
- ليخ كاتشينسكي على موقع إن إن دي بي (الإنجليزية)
- ليخ كاتشينسكي على موقع قاعدة بيانات الفيلم (الإنجليزية)
- ليخ كاتشينسكي على موقع كينوبويسك (الروسية)